# Озкаджар, Дженк
Дженк Озкаджар (тур. Cenk Özkacar; род. 6 октября 2000, Конак, Измир) — турецкий футболист, защитник испанского клуба «Валенсия» и сборной Турции, выступающий на правах аренды за немецкий клуб «Кёльн».

## Клубная карьера
Озкаджар — воспитанник клубов «Буджаспор», «Алтынорду» и «Алтай». В 2018 году он был включён в заявку на сезон последних. В том же году Дженк для получения игровой практики на правах аренды сезон выступал за клуб Третьей лиги Турции «Караджебей». По окончании аренды Озкаджар вернулся в «Алтай». 13 декабря 2019 года в матче против «Адана Демирспор» он дебютировал в Первой лиге Турции. Летом 2020 года Озкаджар подписал контракт на 5 лет со французским «Лионом». Сумма трансфера составила 1,5 млн. евро. 21 апреля 2021 года в матче Кубка Франции против «Монако» он дебютировал за основной состав. Летом 2021 года Озкаджар на правах аренды перешёл в бельгийский «Ауд-Хеверле Лёвен». 24 июля в матче против «Зюлте-Варегем» он дебютировал в Жюпиле лиге. 29 августа в поединке против «Антверпена» Дженк забил свой первый гол за «Ауд-Хеверле Лёвен».
Летом 2022 года был арендован испанской «Валенсией». 

## Международная карьера
7 июня 2022 года в матче Лиге Наций против сборной Литвы дебютировал за сборную Турции.